# PressPass
ESPNsoccernet PressPass ist eine halbstündliche Fußball-Diskussions-Show, die zweimal pro Woche in Sydney, Auckland, Afrika, Israel und dem Mittleren Osten ausgestrahlt wird. Gastgeber ist Derek Rae, der mit Tommy Smyth und Janusz Michallik Fußball-Themen analysiert, was des Öfteren zu hitzigen Diskussionen führt. JP Dellacamera, Eddie Mighten und Mike Hill sind frühere Gastgeber der Sendung.